# Zygophyllum ovigerum
Zygophyllum ovigerum là một loài thực vật có hoa trong họ Zygophyllaceae. Loài này được Fisch. & C.A.Mey. ex Bunge miêu tả khoa học đầu tiên năm 1847.